# Paul Pascalon
Pour les articles homonymes, voir Pascalon.
Paul Pascalon, né le 11 novembre 1838 à Lyon et mort dans cette même commune le 25 avril 1914 dans le 1er arrondissement, est un architecte français.

## Biographie
Paul Pascalon étudie à l'école des beaux-arts de Lyon.

## Réalisations
Il réalise les travaux d'architecture suivants :
- achèvement de l'Hôtel-Dieu de Lyon : construction du bâtiment de la rue de la Barre ;
- hospice du Perron à Pierre-Bénite ;
- hôpital maritime avec chapelle à Giens ;
- casino et théâtre de l'établissement thermal d'Uriage-les-Bains ;
- réorganisation et reconstruction partielle de la Condition des Soies de Lyon ;
- diverses maisons et villas à Lyon et Avignon.

## Distinction
Il est membre de la société académique d'architecture de Lyon en 1879, il en sera président de 1895 à 1896.